# Ноа Сонко Сундберг
Ноа Сонко Сундберг (швед. Noah Sonko Sundberg, нар. 6 червня 1996, Стокгольм) — шведський футболіст, захисник клубу «Сундсвалль».

## Клубна кар'єра
Народився 6 червня 1996 року в місті Стокгольм в родині шведа і гамбійки. Розпочав займатись футболом у 6 років у клубі «Енскеде ІК», з якого 2010 року перейшов у академію АІКа.

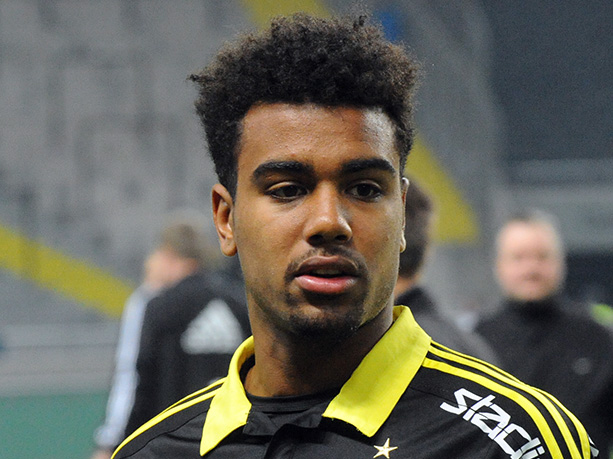
Ноа Сундберг під час виступів за АІК. 4 жовтня 2015 року.

2 червня 2014 року в матчі проти клубу «Броммапойкарна» Сундберг дебютував у Аллсвенскан лізі. 20 липня у поєдинку проти «Фалькенберга» Ноа забив свій перший гол за АІК. 
На початку 2016 року Сундберг для отримання ігрової практики на правах оренди перейшов у «Сундсвалль». 7 квітня у матчі проти «Ефле» він дебютував за новий клуб. 11 квітня в поєдинку проти «Мальме» Ноа забив свій перший гол за «Сундсвалль». Наразі встиг відіграти за команду із Сундсвалля 14 матчів у національному чемпіонаті.

## Виступи за збірні
2011 року дебютував у складі юнацької збірної Швеції, разом з якою зайняв третє місце на юнацькому чемпіонаті Європи у Словаччині. На турнірі він зіграв у матчах проти однолітків зі Швейцарії, Юнацька збірна Австрії з футболу (до 17 років)|Австрії та Росії. У тому ж році Ноа завоював бронзові медалі юнацького чемпіонату світу в ОАЕ. На турнірі він зіграв у матчах проти Японії, Гондурасу, Іраку, Мексики, Аргентини і двічі Нігерії. Всього взяв участь у 35 іграх на юнацькому рівні, відзначившись 2 забитими голами.
З 2015 року залучався до складу молодіжної збірної Швеції. На молодіжному рівні зіграв у 3 офіційних матчах.

## Титули і досягнення
- Володар Кубка Болгарії (1):

«Левскі»: 2021–22
- Володар Суперкубка Болгарії (1):

«Лудогорець»: 2023
- Чемпіон Болгарії (1):

«Лудогорець»: 2023–24